# Antakträsket
Antakträsket är en sjö i Skellefteå kommun i Västerbotten och ingår i Byskeälvens huvudavrinningsområde. Sjön har en area på 0,559 kvadratkilometer och ligger 299,1 meter över havet.

## Delavrinningsområde
Antakträsket ingår i det delavrinningsområde (725560-169300) som SMHI kallar för Utloppet av Antakträsket. Medelhöjden är 317 meter över havet och ytan är 2,98 kvadratkilometer. Räknas de 7 avrinningsområdena uppströms in blir den ackumulerade arean 54,59 kvadratkilometer. Ledvassbäcken som avvattnar avrinningsområdet har biflödesordning 2, vilket innebär att vattnet flödar genom totalt 2 vattendrag innan det når havet efter 96 kilometer. Avrinningsområdet består mestadels av skog (54 procent) och sankmarker (20 procent). Avrinningsområdet har 0,75 kvadratkilometer vattenytor vilket ger det en sjöprocent på 25,2 procent.